# Acragas humilis
Acragas humilis é uma espécie de aranha saltadora do gênero Acragas. O nome científico desta espécie foi publicado pela primeira vez em 1900 por Simon. Essas aranhas são encontradas no Brasil.